# 芦浦镇 (玉环市)
芦浦镇，是中华人民共和国浙江省台州市玉环市下辖的一个镇。

## 历史沿革
芦浦镇位于玉环本岛北端濒临乐清湾，与雁荡山隔海相望。芦浦古为海峡，岸边芦苇丛生，南边山麓一岙，称为芦岙，东南部海涂中有一大浦，称为深浦（或琛浦）。
清雍正六年（1728年），玉环厅成立时，设有芦岙村、琛浦村。民国二十三年（1934年）改为芦岙乡、沙浦乡。民国二十八年（1939年）合称芦浦乡。中华人民共和国成立后，设立盐特区，辖芦岙乡、深浦乡等。1956年，芦岙乡、井头乡、深浦乡合并，取芦岙、深浦各一字称芦浦，后改芦浦公社。1984年，复置芦浦乡。1994年，改芦浦镇。

## 行政区划
芦浦镇下辖以下村级行政区划单位：
漩门村、道头村、隔岭村、小塘岩村、大塘村、金山村、井头村、分水村、红山村、芦北村、芦岙村和西塘村。

## 工业产业
芦浦镇的工业主要涉及医药包装橡塑加工、汽配、阀门、仿革底等产业，但实际形成一定规模的特色产业只有医药包装业和海水养殖业。1978年，芦浦盐场成立，属浙江省标准盐场，有盐田80公顷，1988年产原盐4000吨。1971年，成立玉环县鞭炮工艺厂，主要生产电光鞭炮。1985年，获浙江省第一名、中国第五名，芦浦又被人们称为“鞭炮之乡”。

## 农业
芦浦镇水田以种植水稻为主，涂园种植番薯、蔬菜、瓜果等。为扩大粮食作物播种面积，1987-1988年围海涂造水田18公顷，种植水稻。此外当地有村庄企业从事渔业生产，产品包括有石斑鱼、大黄鱼、鲈鱼、鲷鱼、蛏子、对虾等。当地在山林中种植桃树、柑桔、文旦、血橙、脐橙、葡萄、杨梅等品种。

## 教育文化
芦浦镇上现有中心小学1所。文化设施有文化站、广播站、录像厅和电影院。境内的《纪恩诗》摩崖石刻、《圣训诗》摩崖题记为浙江省文物保护单位。

## 图库

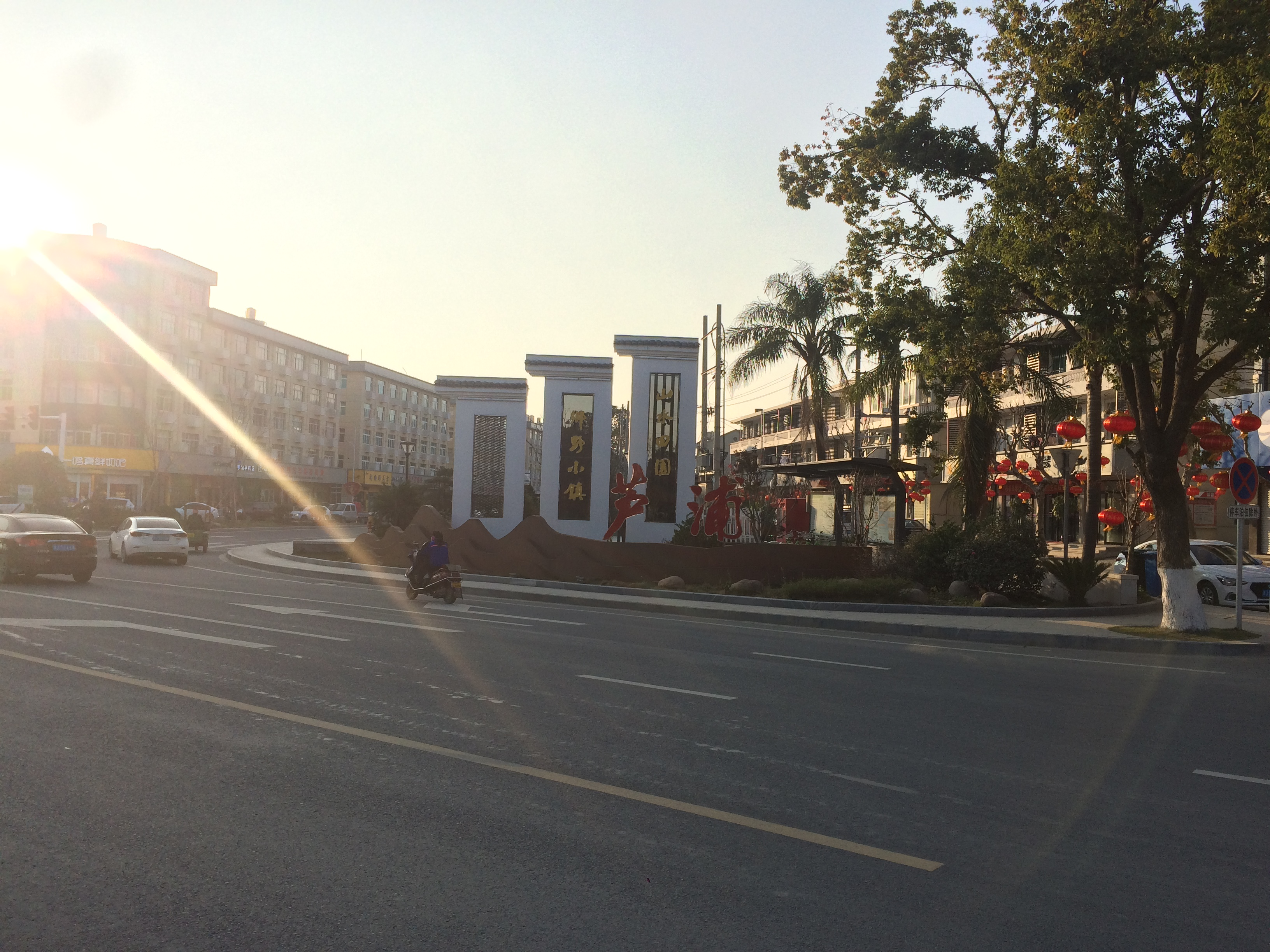
芦浦镇迎客雕塑
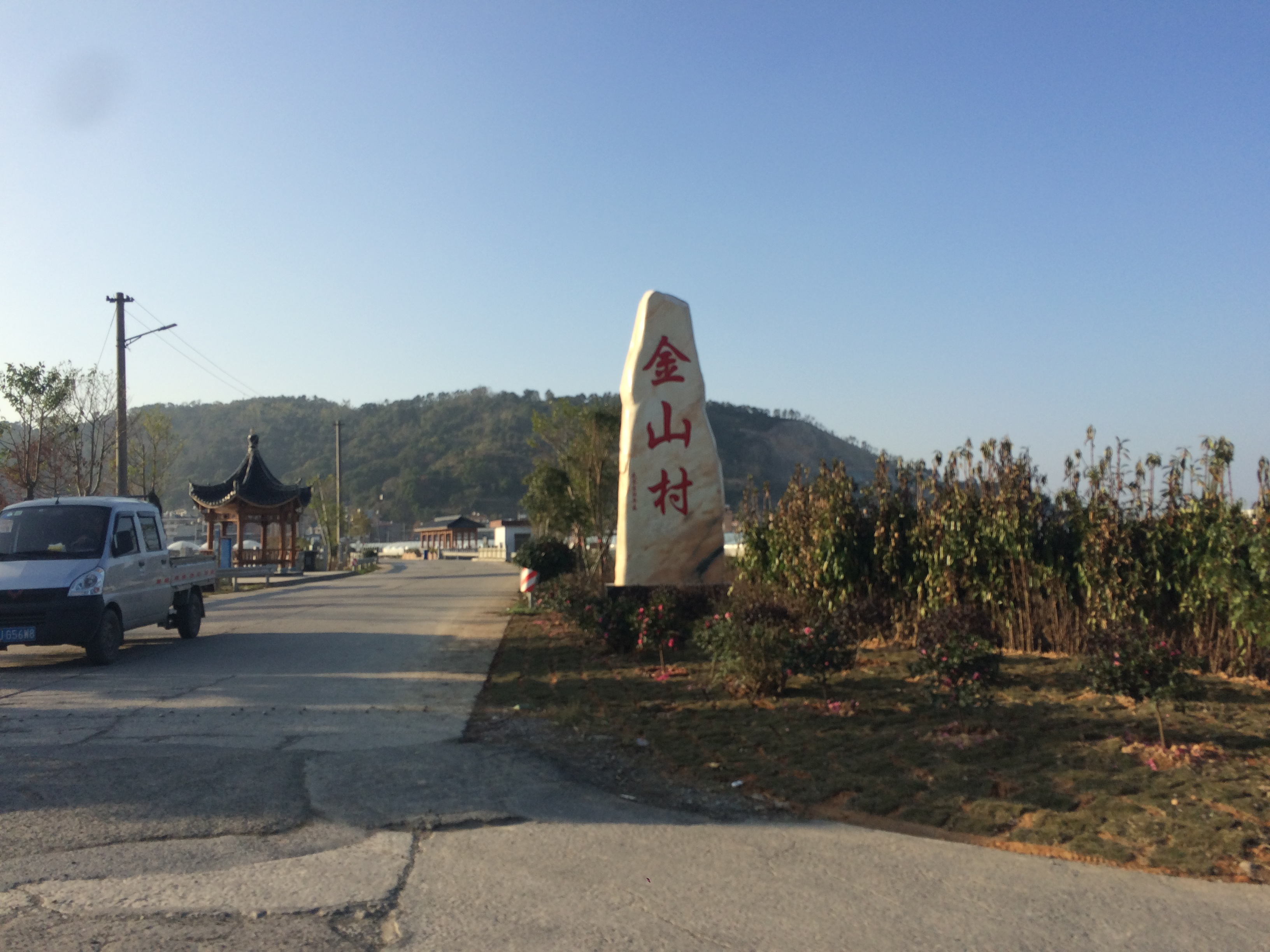
金山村
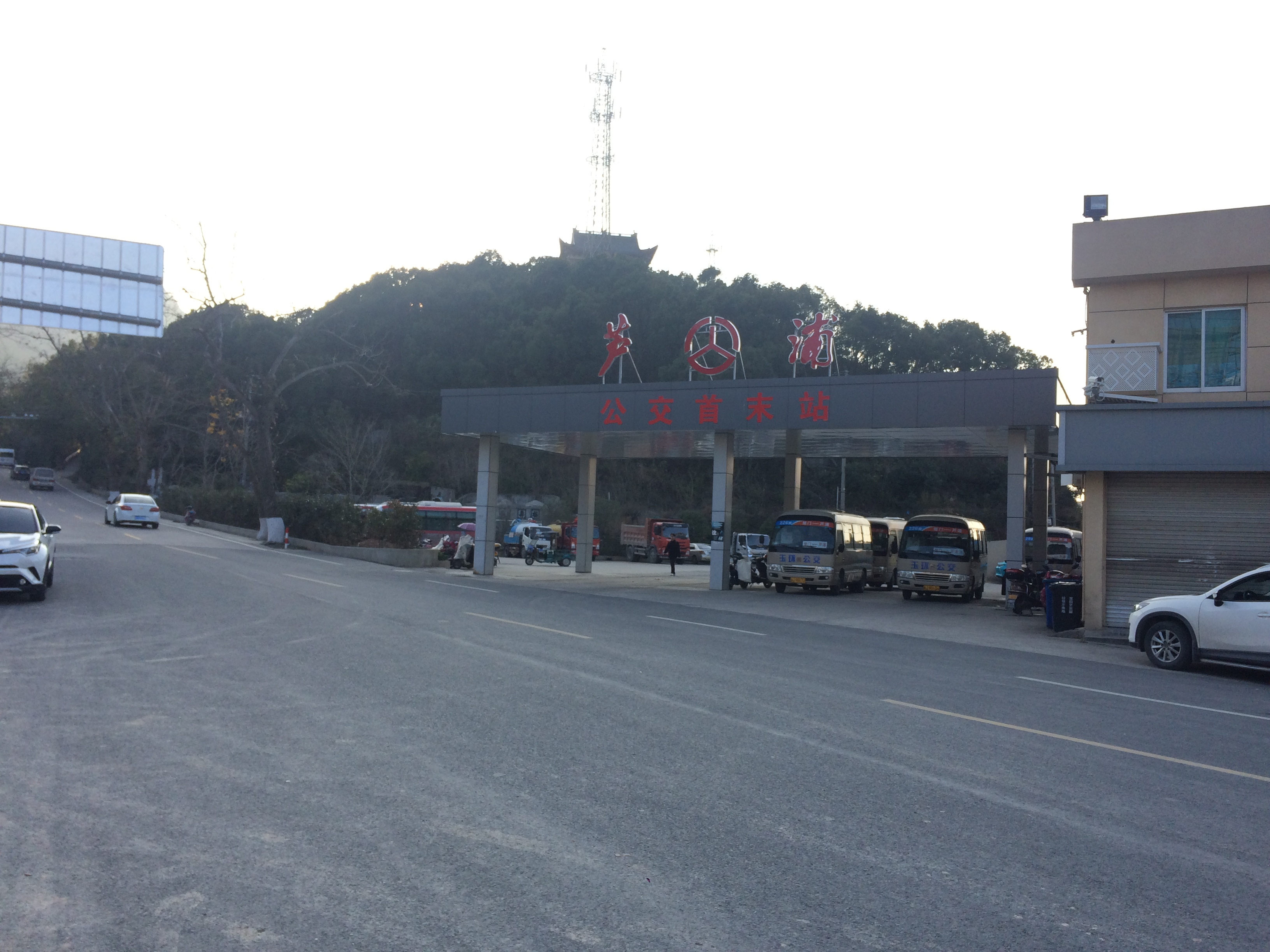
芦浦汽车站
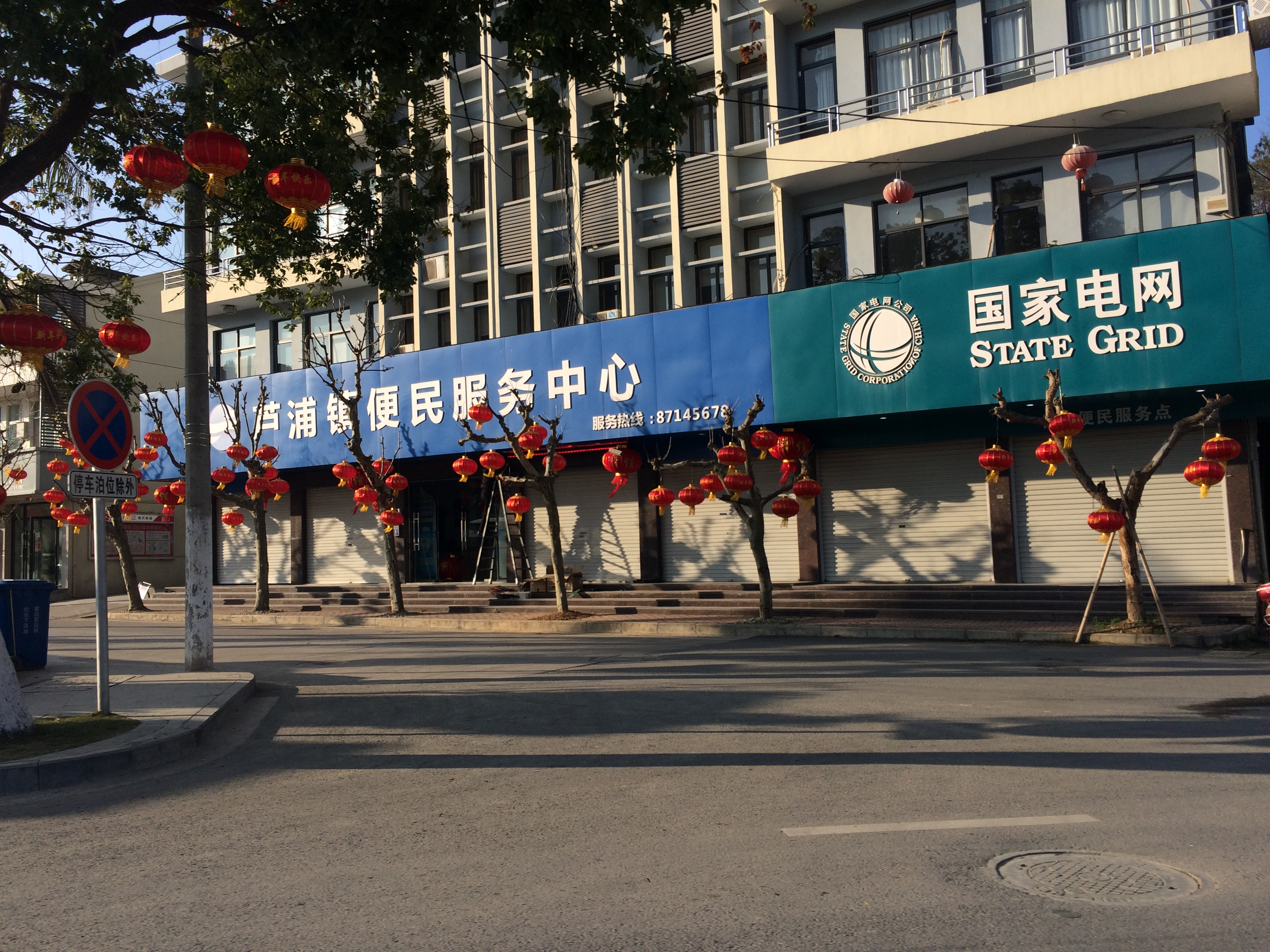
玉环市芦浦镇便民服务中心
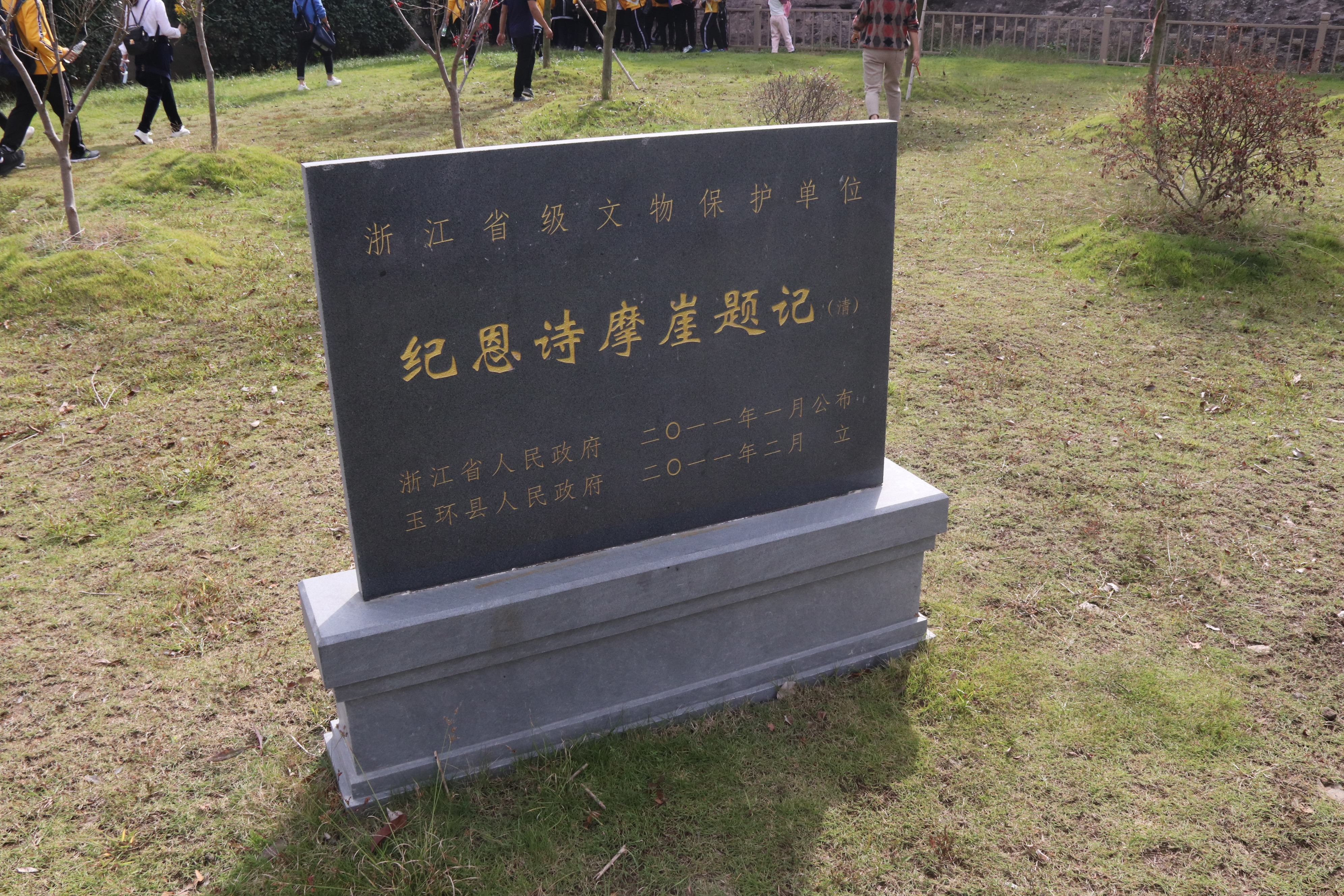
纪恩诗摩崖题记
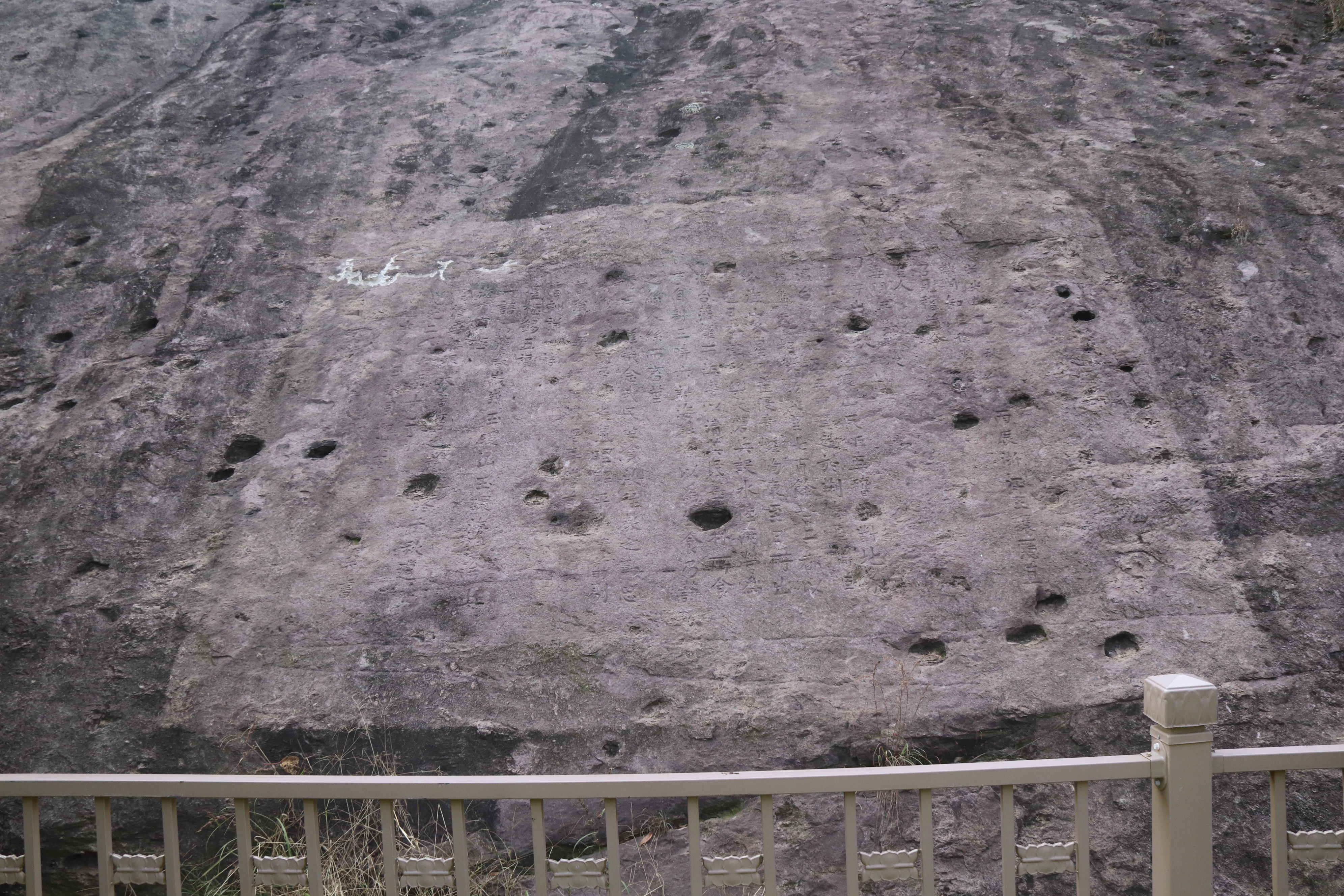
纪恩诗摩崖题记